# Квартальная сессия
Квартальная сессия (англ. Quarter session) — период, в течение которого отправлялось правосудие в судах Англии. Наличие такого периода характерно для всех судов Англии, за исключением мировых судов. В течение этого периода, который бывает четыре раза в год, суды разбирали подлежащие их ведению дела.
История квартальных сессий в Англии прослеживается с 1327 года, со времён правления Эдуарда III. Они существовали вплоть до 1971 года, когда, в соответствии с Законом о судах (en:Courts Act 1971), квартальные сессии были упразднены с передачей их полномочий Суду короны (en:Crown Court).